# Kim Won-bong
'Kim Won-bong (hangul: 김원봉, hanja: 金元鳳, Hán Việt: Kim Nguyên Phụng; 13 tháng 8 năm 1898 - tháng 11 năm 1958) là một nhà hoạt động độc lập, nhà chính trị người Triều Tiên, có ngoại hiệu là Yaksan(약산, 若山).
Ông đã lập một tổ chức dân tộc hoạt động ngầm Triều Tiên, Nghĩa Liệt Đoàn (의열단; 義烈團) và trở thành lãnh đạo của tổ chức này. Ông đã làm phó tư lệnh của Quân giải phóng Triều Tiên (한국 광복군) thuộc Chínhh phủ lâm thời Cộng hòa Triều Tiên. Sau giải phóng, ông đã tham gia cuộc họp với Kim Gu, và Kim Kyu-sik, Pak Hon-Yong tại Bắc Triều Tiên.
Sau khi ở lại Bắc Triều Tiên, ông đã bị Kim Il-sung thanh trừng năm 1958. Có nhiều giả thuyết về cái chết của ông, theo một ý kiến thì ông tự tử bằng cách uống xianit.